# Urban Champion
 (janvier 2019).
Si vous disposez d'ouvrages ou d'articles de référence ou si vous connaissez des sites web de qualité traitant du thème abordé ici, merci de compléter l'article en donnant les références utiles à sa vérifiabilité et en les liant à la section « Notes et références ».
Urban Champion est un jeu vidéo de combat sorti sur Nintendo Entertainment System, édité par Nintendo en 1984.

## Système de jeu
Le but du jeu est de se battre contre l'autre joueur jusqu'à faire tomber son personnage dans une bouche d'égout. La durée du jeu est limitée ainsi que l'endurance du personnage, toutes deux sont indiquées à l'écran par des nombres. Les personnages se font face et peuvent avancer ou reculer. Ils ont deux types d'attaque : un coup de poing simple et un coup de poing puissant. Le coup de poing simple ne projette pas l'adversaire aussi loin que le coup de poing puissant mais il est plus difficile à parer. Le coup de poing puissant est plus long à porter. Le coup de poing simple permet de frapper instantanément.
Chaque coup porté fait perdre au personnage du joueur 1 point d'endurance. Occasionnellement des habitants lancent des pots de fleurs par les fenêtres et s’ils touchent un personnage, ils lui font perdre 5 points d'endurance et l'immobilise temporairement. De plus une patrouille de police passe régulièrement, de ce fait les personnages retournent à leur position d'origine. Si le temps est écoulé sans victoire, la patrouille de police embarque l'adversaire et le jeu recommence.
Le bouton gauche permet de reculer et ainsi d'éviter un coup. Le bouton droit doit être utilisé avec le bouton A ou le bouton B pour porter un coup. Le bouton A pour un coup simple, le bouton B pour un coup puissant. Les boutons haut et bas servent à parer les coups sans avancer ni reculer.
Les combats se déroulent devant quatre immeubles différents :
- Snack Bar
- Discount Shop
- Book Store
- Barber Shop